# Point-to-Point Protocol
A Pont-pont protokoll (általánosan használt rövidítéssel: PPP az angol Point-to-Point Protocol kifejezésből) egy magas szintű adatkapcsolati protokoll kétpontos vonalakhoz. Széleskörűen alkalmazott megoldás az Internetben.

## Története
Rick Adams 1984-ben találta ki a SLIP (Serial Line IP) Soros vonali IP protokollt ahhoz, hogy Sun munkaállomásokkal tudjon csatlakozni az ARPANET-hez kapcsolt vonalon keresztül, modem segítségével. A SLIP protokoll hiányosságai, hogy nem végez hibajelzést vagy javítást, így a felsőbb rétegek feladata marad az elveszett vagy sérült keretekből származó hibák kezelése. A SLIP csak az IP-t támogatja és mivel az Internet nagyon sok olyan hálózatot is magába foglal, amelyek nem IP alapon működnek, ezért a használata egyre nagyobb gondot jelentett. Ezen felül a kapcsolat létrejöttekor mindkét oldalnak előre tudnia kell a másik fél IP címét, emiatt nem lehet dinamikus hozzárendeléssel megállapítani a címeket. Viszont az IP címek szűkössége miatt lehetetlen minden egyes felhasználónak egyedi IP címet biztosítani. A SLIP nem tartalmaz hitelesítést, így a kapcsolat során egyik oldal sem tudja azonosítani a másik felet. Végül a SLIP nem lett elfogadott Internet-szabvány, így sok, egymással inkompatibilis változata létezik.
Ezen problémák együttes megoldására az IETF (Internet Engineering Task Force) nevű szervezet, melynek feladata az Internet legfelsőbb szintű felügyelete, felkért egy csoportot, hogy fejlesszen ki egy olyan általános protokollt a kétpontos vonalakhoz, mely az összes problémát megoldja és hivatalos Internet-szabvánnyá válhat. Ezen munka eredményeként jött létre a PPP protokoll.

## A PPP szolgáltatásai
A PPP megoldja a hibajelzést, többféle protokollt is támogat, dinamikus IP cím hozzárendelést biztosít, tartalmaz hitelesítést és további fejlesztéseket a SLIP-hez képest. 
Szolgáltatásai:
- Olyan keretezési módszert vezet be, mely egyértelműen ábrázolja a keret végét és a következő keret elejét. A keretformátum egyúttal megoldja a hibajelzést is.
- Adatkapcsolat-vezérlő protokollt tartalmaz  (LCP - Link Control Protocol) a vonalak felélesztésére, tesztelésére, vonalak bontására.
- Különböző hálózati vezérlő protokollokat (NCP - Network Control Protocol) tartalmaz mindegyik támogatott hálózati réteghez.

## A PPP keretformátuma
A PPP keretformátumának kialakításakor szempont volt, hogy minél jobban hasonlítson a HDLC keretformátumra. Viszont ellentétben a HDLC-vel, a PPP karakteralapú és nem bitalapú. Minden PPP keret a szabványos jelző bájttal (01111110) kezdődik. Ezután következik a Cím mező, mely mindig az 11111111 értékre van állítva annak jelzésére, hogy minden állomásnak vennie kell a keretet. A harmadik mező a Vezérlő mező, mely alapesetben a 00000011 értékre van állítva, mely a számozatlan keret jelzésére szolgál. Alapesetben a PPP nem biztosít megbízható átvitelt, de zajos környezetben (pl. vezeték nélküli hálózat) a megbízható átvitel megoldható a számozott mód használatával (sorszámok és nyugták alkalmazásával). A következő mező a Protokoll mező, mely azt jelzi, milyen csomag van az adat mezőben (pl. LCP, NCP, IP, IPX stb.). Következik az adat mező, mely változó hosszúságú, de alapértelmezésként maximum 1500 bájt. Ezután jön az Ellenőrző összeg mező, mely általában 2 bájt, de lehet 4 bájt is.
A PPP teljes keret formátuma (számozatlan módú működéshez):
| Bájtok : | 1                | 1              | 1                  | 1 vagy 2  | Változó       | 2 vagy 4         | 1                |
| -------- | ---------------- | -------------- | ------------------ | --------- | ------------- | ---------------- | ---------------- |
| Mezők :  | Jelző (01111110) | Cím (11111111) | Vezérlő (00000011) | Protokoll | Hasznos teher | Ellenőrző összeg | Jelző (01111110) |

## Összefoglalás
A PPP egy olyan magasszintű, többprotokollos keretezési eljárás, mely alkalmas modem, HDLC bit-soros vonal és más fizikai rétegek feletti használatra. Támogatja a hibajelzést, fejléctömörítést, és akár a megbízható átvitelt is. Az Internet egyik fontos szabványa.